# 送信ドメイン認証
送信ドメイン認証（そうしんドメインにんしょう、 Sender Domain Authentication）とは、差出人メールアドレスが詐称された電子メール（いわゆる、なりすましメール）の判別を目的とした技術。

## 概要
迷惑メール対策の一つとして使われており、受信側のメールサーバで送信者情報(reverse-path)を検証することで、差出人メールアドレス（ヘッダFrom）のなりすましを検出している。
SPFとDKIMがよく使われている。

## 主な技術

### SPF
差出人メールアドレス（ヘッダFrom）のIPアドレスと、送信元メールアドレス（エンベロープFrom）のドメインのSPFレコード（メール送信が許可されたメールサーバのIPアドレスのリスト）を、受信側のメールサーバで検証する方式。黃銘榮によって提唱され、RFC 4408で規定。

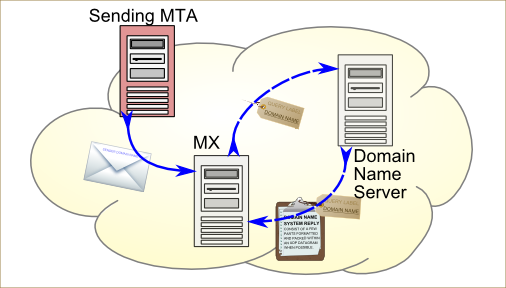
SPF認証の仕組み

ドメインの詐称には有効ではあるが、SPFレコードに記載されたメールサーバから詐称されたメールが送信された場合には検出できない。ただドメイン所有者側の対応は比較的容易で、DNSサーバ内のゾーンファイルにSPFレコードを記述するだけでよい。

### Sender ID
Caller ID for E-mailとSPFを統合して作られた方式。マイクロソフトによって提唱され、RFC 4406とRFC 4407で規定。仕組みはSPFとほぼ同じであるが、検証時に送信元メールアドレスではなく、PRA (Purported Responsible Address)を使用する点が異なる。
インターネットサービスプロバイダや大企業で使用する際は、マイクロソフトとの無料のライセンス契約が必要であり、ライセンス契約という形式に懸念を示したApacheソフトウェア財団がSender IDに対応しないことを表明したこともあり、普及は進んでいない。

### DKIM

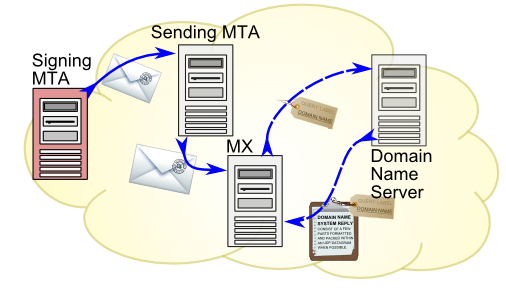
DKIM認証の仕組み

アメリカのYahoo!が提唱したドメインキーを使用した方式。送信元はメールに電子署名を付加し、受信側は送信元メールアドレスのドメインのDKIMレコード（公開鍵）を使って電子署名を検証する方式。RFC 6376で規定。
電子署名を使用していることから、配送途中でのメール改竄の検出にも対応している。

### DMARC
SPF・DKIMとポリシーを併用することにより、なりすましメール対策を強化したもの。RFC 7489で規定。

#### DKIM-ADSP
DMARCの機能の一つ。送信元メールアドレスのドメインにADSPレコードを設定することにより、DKIM認証に失敗した場合の取り扱い方法を決めることができる。RFC 5617で規定。